# Elsők
Az elsők a Babylon 5 című sci-fi sorozatban a galaxis legelső értelmes lényeit alkotják. Kitalált faj.
Évmilliárd évekkel ezelőttre nyúlik vissza a történetük. Istenként járták a Galaxist, más életet kutatva. Az árny a legősibb civilizáció az elsők közt. Ők féltek a többi első telepatikus képességeiktől, ezért háborúba keveredtek velük. A fiatalabb fajok megjelenése után a legtöbben úgy vélték, hogy jobb lesz, ha távoznak. Hárman azonban itt maradtak, hogy segítsék a fiatal fajok fejlődését: az árnyak, a vorlonok és a walkerek (sétálók). Ez utóbbi nem vett részt aktívan az árny-vorlon viszályokban. A többi első a peremvidéken túlra indult, hogy felfedezze a galaxisok közötti végtelen űrt. 
A Babylon 5 negyedik évadában, mikor a vorlonok és az árnyak végső összecsapásra készültek, Sheridan visszahívta az elsőket, hogy állítsák meg a háborút. Ezután a vorlonok és az árnyak is a többi elsővel együtt mindörökre elhagyták a Galaxist.